# Victoria Sosa (presentadora)
Victoria Sosa es una presentadora de televisión, reportera y productora dominicana radicada en los Estados Unidos, reconocida principalmente por su trabajo en varios espacios de la cadena de televisión estadounidense Telemundo 47. Por su trabajo en este medio obtuvo galardones y nominaciones en varias ediciones de los New York Emmy Awards. En 2023 fue incluida en la lista de las «50 Mujeres Poderosas de República Dominicana» en el campo de la comunicación, elaborada por la revista Forbes.

## Biografía

### Inicios y formación académica
Sosa nació en República Dominicana y se trasladó con su familia desde Santiago de los Caballeros hacia Miami, Florida en 1999, cuando tenía trece años. Establecida en la ciudad estadounidense, cursó las carreras de relaciones internacionales y de ciencias políticas en la Universidad Internacional de Florida.

### Telemundo 47 y otros proyectos
Mientras cursaba su penúltimo semestre universitario tuvo la oportunidad de realizar una pasantía en el departamento de prensa de la ONU en Nueva York con medios como MSNBC y CNN. Al finalizar sus estudios empezó a trabajar como reportera para la televisión dominicana desde Florida, y tiempo después se vinculó profesionalmente con la cadena Telemundo, laborando inicialmente como pasante en Telemundo 51.
Ya radicada en Nueva York, entre 2011 y 2016 participó como reportera del clima y presentadora de eventos de entretenimiento en varios espacios de la cadena Telemundo 47.Durante este periodo obtuvo varias nominaciones a los New York Emmy Awards como presentadora y reportera.
Tras dejar Telemundo, trabajó como presentadora de noticias para la cadena Azteca América en la ciudad de Miami. En agosto de 2018 anunció su regreso a Telemundo 47, esta vez como conductora del espacio Acceso total. En 2022 nuevamente figuró en los New York Emmy Awards, esta vez como miembro del equipo que cubrió la ola invernal de comienzos de 2021 en los Estados Unidos para WNJU/Telemundo 47.

### Actualidad
En agosto de 2022 fue escogida como embajadora oficial del Desfile Dominicano en Nueva York, y en noviembre del mismo año anunció su salida de Acceso total y de la cadena por motivos familiares. En su faceta como productora de contenidos audiovisuales, Sosa se desempeña como directora creativa y ejecutiva de la compañía de producción y relaciones públicas Squared Communications, y actualmente conduce un proyecto de televisión digital denominado Un corito sano, en el que entrevista a diversas personalidades de la industria del entretenimiento.